# DevSecOps
DevSecOps (デブセクオプス）とは、DevOps（デブオプス）という ソフトウェア開発手法にセキュリティ手法を統合したものである。

## 解説
開発チームと運用チームとセキュリティチームが、プロセスやツールを利用して、安全なソフトウェアを提供する責任を共有するという文化をさす。
DevSecOps手法では、セキュリティはシステム開発ライフサイクルの初期段階から適用される。そのため、「シフトレフト」とも呼ばれる。またセキュリティは、セキュリティチームだけの責任ではなく、開発チームと運用チームも含め「全員の責任」と意識する文化から形成される。